# Honorato IV de Mônaco
Honorato IV, Príncipe de Mônaco (17 de Maio de 1758 - 16 de Fevereiro de 1819) foi o sexto príncipe soberano de Mônaco, tendo reinado entre 1795 até sua morte. Também havia sido o sexto Duque de Valentinois.
Honorato IV era filho de Honorato III, Príncipe de Mônaco e de Maria Catarina de Brignole. Em 1777, desposou Luísa Felícia Vitória de Aumont, Duquesa de Mazarino, com quem teve dois filhos:
- Honorato V, Príncipe de Mônaco
- Florestan I, Príncipe de Mônaco